# Abies delavayi var. nukiangensis
Abies delavayi var. nukiangensis (W.C.Cheng & L.K.Fu) Farjon & Silba, 1990, è una varietà naturale di A. delavayi appartenente alla  famiglia delle Pinaceae, endemica delle zone di alta montagna del nord-ovest dello Yunnan e della Contea di Yongde, in Cina, e di una località in Birmania, sul massiccio del Hkakabo Razi nel Kachin.

## Etimologia
Il nome generico Abies, utilizzato già dai latini, potrebbe, secondo un'interpretazione etimologica, derivare dalla parola greca ἄβιος = longevo. Il nome specifico delavayi fu assegnato in onore di Pierre Jean Marie Delavay, missionario gesuita, botanico e esploratore francese del XIX secolo. L'epiteto nukiangensis fa riferimento al fiume Nukiang, nel cui bacino venne descritta per la prima volta questa varietà di abete.

## Descrizione
Questa varietà si distingue da A. delavayi per gli aghi più grandi (lunghi 1,2-4,3 cm] e con margini meno revoluti. I germogli sono glabri, di color marrone purpureo; i coni femminili sono di color blu-porpora, con scaglie triangolari-flabellate e brattee incluse con cuspide corta che diventa ben visibile nella parte inferiore dei coni maturi.

## Distribuzione e habitat
Cresce in alta montagna a quote di 2950-3300 m come entità dominante, anche se con areale frastagliato, confinata su picchi montani isolati; tra le specie associate si annoverano alberi e arbusti dei generi Sorbus, Acer, Rhododendron e della famiglia Araliaceae.

## Tassonomia
Venne descritta per la prima volta nel 1978 da W.C. Cheng and L.K. Fu con il nome scientifico di Abies nukiangensis; nel 1990 Farjon la declassò a varietà di A. delavayi in quanto le modeste differenze morfologiche non giustificavano il rango di specie per questo taxon.

## Usi
Il suo legno viene utilizzato localmente in edilizia e, almeno in Birmania, costituisce un problema per la conservazione della varietà. Sempre in Birmania, l'infuso delle foglie viene utilizzato per curare l'emicrania.

## Conservazione
Il suo areale è esteso (circa 20.000 km²) ma molto frammentato, con una decina di popolazioni conosciute isolate tra loro; nel passato è stata sottoposta ad uno sfruttamento intensivo e si stima che nelle ultime tre generazioni la riduzione della consistenza numerica di questa varietà sia stata dal 30 al 50  %. Attualmente la situazione in Cina è migliorata a causa delle leggi conservative emanate dal governo cinese, mentre della situazione birmana si hanno poche notizie, ma si sospetta che la deforestazione stia continuando; per questi motivi viene classificata come specie prossima alla minaccia (near threatened in inglese) nella Lista rossa IUCN.